# Влотен, Йоханнес ван
Йоханнес ван Влотен (18 января 1818, Кампен — 21 сентября 1883, Харлем) — нидерландский литературовед, историк и философ, издатель, преподаватель, научный писатель.
Родился в семье священника, умершего в 1829 году. Вместе с семьёй в 1835 году переехал в Лейден. Изучал богословие, литературу и языки (включая иврит) в Лейденском университете. Окончив его (степень получил в 1843 году), в 1842—1846 годах был преподавателем французского языка и истории в гимназии в Роттердаме, затем восемь лет занимался редакторской деятельностью; в 1854 году стал профессором нидерландского языка и литературы в атенеуме в Девентере, в 1865 году параллельно начал преподавать в Гронингене, но в 1867 году был отправлен в отставку из атенеума из-за его антирелигиозной позиции, после чего поселился в Бломендале в окрестностях Харлема и до конца жизни занимался написанием научных работ, не имея постоянного дохода. С 1865 по 1881 год был редактором журнала «De Levensbode». В 1878 году совершил путешествие по Скандинавии.
С 1840 года был одним из первых представителей либеральной философии и либерализма в голландском литературоведении. В своём труде «Over de leer der hervormde kerk» (1849) выступал против доктрин реформатской церкви, высказывался в поддержку рабочего движения и помощи бедным. В 1862 году опубликовал крупную работу о биографии и взглядах Баруха Спинозы. Ему принадлежит также крупный исторический труд о голландской войне за независимость «Algemeene geschiedenis des vaderlands» (1875—1882). Подготовил к изданию большое количество произведений нидерландских писателей, писал о них биографические и критические статьи; современники отмечали его недостаточную редакторскую подготовку.